# Lijst van organisten
Dit is een lijst van bekende organisten uit heden en verleden, met een artikel op Wikipedia.

## A
- Cyriel Van den Abeele
- David Adams
- Simon Admiraal
- Jehan Alain
- Marie-Claire Alain
- Benjamin Alard
- Charles-Valentin Alkan
- Eyvind Alnæs
- Fridthjov Anderssen
- Elfrida Andrée
- Hendrik Andriessen
- Jacobus Cornelis van Apeldoorn
- Iveta Apkalna
- Emma Louise Ashford
- Bob van Asperen
- Feike Asma

## B
- Johann Sebastian Bach
- Odile Bailleux
- Edward Bairstow
- Graham Barber
- Bernard Bartelink
- Wim van Beek
- Bram Beekman
- Pieter-Jan Belder
- Léon Berben
- Aart Bergwerff
- Herman Berlinski
- Edward George Power Biggs
- Hedwig Bilgram
- Nico Blom
- August De Boeck
- Léon Boëllmann
- Hayo Boerema
- Evan Bogerd
- Klaas Bolt
- Jan Bonefaas
- Joseph Bonnet
- Charles Bordes
- Nadia Boulanger
- Michel Bouvard
- Christian Bræin
- Edvard Bræin
- Gerhard Bremsteller
- Arjan Breukhoven
- Bert van den Brink
- Anton Bruckner
- Bine Katrine Bryndorf
- Eduard Büchsel
- Henri Büsser

## C
- Joseph Callaerts
- Willem Cammenga
- Cameron Carpenter
- Bohuslav Matěj Černohorský
- James David Christie
- Pierre Cochereau
- Pietro Abbà Cornaglia
- Evert Cornelis
- Reinhart Gerrit Crevecoeur

## D
- Nicholas Danby
- Xavier Darasse
- Jeanne Demessieux
- Barbara Dennerlein
- Stanislas Deriemaeker
- Pieter van Dijk
- Pieter Dirksen
- Ludwig Doerr
- Leo van Doeselaar
- Johan van Dommele
- Bjørn Andor Drage
- Chris Dubois
- Théodore Dubois
- Norbert Dufourcq
- Marcel Dupré
- Maurice Duruflé
- Willem Cornelisz. van Duyvenbode
- Louis van Dijk
- Wim Dijkstra

## E
- Bernhardt Edskes
- Cor Edskes
- Piet van Egmond
- Edward Elgar
- Istvan Ella
- Janno den Engelsman
- Véronique van den Engh

## F
- Jean Ferrard
- Sven Figee
- Bernard Foccroulle
- Virgil Fox
- César Franck
- Girolamo Frescobaldi
- Pierre Froidebise

## G
- Edward De Geest
- Michael De Geest
- Johannes Geffert
- Lorenzo Ghielmi
- Eugène Gigout
- Gerard Gillen
- Gerhard Gnann
- Theo Griekspoor
- Aarnoud de Groen
- Folkert Grondsma
- Alexandre Guilmant

## H
- Jan Hage
- François Hageman
- Maurice Hageman
- Harry Hamer
- Heinrich Hamm
- Johan Peter Emilius Hartmann
- Anton Heiller
- Paul Hindemith
- Gert van Hoef
- Harm Hoeve
- Kamiel D'Hooghe
- Anthon van der Horst
- Kees van Houten
- Egil Hovland
- Martin How
- Peter Hurford
- Pieter Heykoop

## I
- Christiaan Ingelse
- Sigurd Islandsmoen

## J
- Francis Jacob
- Werner Jacob
- Paul Jacobs
- Simon C. Jansen
- Theo Jellema
- Ronald de Jong
- Joseph Jongen
- Jan Jongepier

## K
- Christine Kamp
- Evert van de Kamp
- Michael Kapsner
- Sigfrid Karg-Elert
- Katta (artieste)
- Günther Kaunzinger
- Cor Kee
- Piet Kee
- Helmut Kickton
- Arie J. Keijzer
- Hans Klotz
- Albert de Klerk
- Gerrit Koele
- Wolfgang Kogert
- Ewald Kooiman
- Ton Koopman
- Jos van der Kooy
- François Krafft
- Leo Krämer
- Johann Ludwig Krebs
- Jaap Kroonenburg
- Marius van 't Kruijs
- Leo Köhlenberg

## L
- Bernard Lagacé
- Rued Langgaard
- Jean Langlais
- Jean-Pierre Lecaudey
- Louis James Alfred Lefébure-Wély
- Elmar Lehnen
- Gijsbert Lekkerkerker
- Jacques-Nicolas Lemmens
- Gustav Leonhardt
- Ludvig Mathias Lindeman
- Franz Liszt
- Gaston Litaize
- Martin Lücker
- Dick van Luttikhuizen
- André Luy
- Jos Laus

## M
- Frederik Magle
- Alphonse Mailly
- Laurens de Man
- Daan Manneke
- Martin Mans
- Andrea Marcon
- Sander van Marion
- Bernhard Marx
- Gonny van der Maten
- Bert Matter
- Stef Meeder
- Felix Mendelssohn Bartholdy
- Jean-Philippe Merckaert
- Gustav Merkel
- Olivier Messiaen
- Ignace Michiels
- Kizito Mihigo
- Marius Monnikendam
- Klaas Jan Mulder
- Henri Mulet
- Michael Murray

## N
- Herman Nieland
- Niels Henrik Nielsen
- Knut Nystedt

## O
- Ulla Olsson
- Ben van Oosten

## P
- Alfred Paulsen
- Jean-Baptiste de Pauw
- Flor Peeters
- Joseph Petit
- Gabriel Pierné
- Pierre Pincemaille
- Maurice Pirenne
- Gerwin van der Plaats
- Reijnold Popma van Oevering
- Simon Preston
- John Propitius
- Henry Purcell

## Q
- Jean-René Quignard

## R
- Michael Radulescu
- Christa Rakich
- Günther Ramin
- Siegfried Reda
- Max Reger
- Julius Reubke
- Joseph Rheinberger
- Karl Richter
- George Robert
- Louis Robert
- Lionel Rogg
- Dorthy de Rooij
- Jenny Van Rysselberghe

## S
- Dick Sanderman
- Camille Saint-Saëns
- Maria Scharwieß
- Hubert Schoonbroodt
- Alexander Schreiner
- Albert Schweitzer
- Ad van Sleuwen
- Reitze Smits
- Willeke Smits
- Antonio Soler
- George Stam
- Ludger Stühlmeyer
- Cor Steyn
- Herman Strategier
- Karl Straube
- Gerrit Stulp
- Roman Summereder
- Jan Pieterszoon Sweelinck
- Wolfram Syré

## T
- Herbert Tachezi
- Luigi Ferdinando Tagliavini
- Liuwe Tamminga
- Edgar Tinel
- Louis Toebosch
- Marco den Toom
- Charles Tournemire
- Willem van Twillert
- Nicolas De Troyer

## V
- Xaver Varnus
- Minne Veldman
- Flip Veldmans
- Joris Verdin
- Gabriël Verschraegen
- Jan Verschuren
- Stoffel van Viegen
- Louis Vierne
- René Vierne
- Léandre Vilain
- Herman van Vliet
- Willem Vogel
- Jos Vranken

## W
- Helmut Walcha
- Ab Weegenaar
- Tjaco van der Weerd
- Jan Welmers
- Hermann Wenzel
- Wouter Wessels
- Jan van Westenbrugge
- Charles-Marie Widor
- Piet Wiersma
- David Willcocks
- Andreas Willscher
- Johan Winnubst
- Bernard Winsemius
- Gerard de Wit
- Charles de Wolff
- Johannes Worp
- Theodorus Leonardus van der Wurff
- Geerten van de Wetering

## Z
- Jean-Claude Zehnder
- Wolfgang Zerer
- Everhard Zwart
- Jan Zwart
- Jolanda Zwoferink
- Henri Arnaut de Zwolle